# 2095
2095 — 2095 рік нашої ери, 95 рік 3 тисячоліття, 95 рік XXI століття, 5 рік 10-го десятиліття XXI століття, 6 рік 2090-х років.

## Очікувані події
- До 2095 року, через прискорену глобалізацію, очікується, що кількість «живих мов» зменшиться в чотири рази з близько 7000 (станом на кінець 20 століття) до 1700 приблизно.[1]